# ممارسة مختبرية جيدة
في مجال الأبحاث التجريبية (غير السريرية)، تعد الممارسة المختبرية الجيدة  أو GLP نظامًا للجودة لضوابط الإدارة لمختبرات ومنظمات البحث لضمان التوحيد والاتساق والموثوقية والاستنساخ والجودة وسلامة المنتجات قيد التطوير للإنسان أو الحيوان (بما في ذلك المستحضرات الصيدلانية) وهذا يشمل اختبارات السلامة غير السريرية، بدءًا من الخواص الفيزيائية والكيميائية إلى اختبارات السمية الحادة والمزمنة.
تم تقديم الممارسة المختبرية الجيدة لأول مرة في نيوزيلندا والدنمارك في عام 1972، ثم في الولايات المتحدة في عام 1978 ردًا على فضيحة مختبرات BioTest الصناعية. وتلاها بعد بضع سنوات مبادئ منظمة التعاون الاقتصادي والتنمية للممارسة المختبرية الجيدة في عام 1992؛ وقد ساعدت منظمة التعاون الاقتصادي والتنمية منذ ذلك الحين في نشر مبادئ الممارسة المختبرية الجيدة في العديد من البلدان.
تنطبق الممارسة المختبرية الجيدة على الدراسات غير السريرية التي يتم إجراؤها لتقييم سلامة أو فعالية المنتجات قيد التطوير (بما في ذلك المستحضرات الصيدلانية) للأشخاص والحيوانات والبيئة. إن نظام الممارسة المختبرية الجيدة هو نظام جودة البيانات والتشغيل، لا يماثل معايير سلامة المختبرات - القفازات والنظارات والملابس المناسبة للتعامل مع مواد المختبر بأمان. تهدف مبادئ الممارسة المختبرية الجيدة إلى ضمان وتعزيز السلامة والاتساق والجودة العالية والموثوقية للمواد الكيميائية في عملية الاختبارات غير السريرية والمخبرية. لا يقتصر الممارسة المختبرية الجيدة على المواد الكيميائية بل ينطبق أيضًا على الأجهزة الطبية والمضافات الغذائية وتغليف المواد الغذائية والمضافات الملونة والمضافات الغذائية الحيوانية وغيرها من المنتجات أو المكونات غير الصيدلانية والمنتجات البيولوجية والمنتجات الإلكترونية.

## مقدمة
تلعب المعامل والمختبرات القائمة في المؤسسات العلمية والبحثية و الصناعية والبيئية و التعليمية والمنشأت الإنتاجية والخدمية دوراً هاماً في حياتنا ومستقبلنا و تطورنا، إذ توفر المعامل والمختبرات كافة المعلومات والبيانات المطلوبة لإتخاذ قرار معين أو لحل مشكلة معينة تتعلق بالبحث أو الدراسة أو قرارات معينة خاصة بالتصنيع والإنتاج و الخدمات، أو إتخاذ برنامج علاجي معين للمرضى أو أية قرارات هامة تتعلق بحياة الناس ومصالحهم و حاجاتهم ورغباتهم يكون للتحليل المعملي دور فيها.
الممارسة المعملية الجيدة (GLP): هي مجموعة من المبادئ التي توفر إطار لضبط الجودة عن طريق الاختبارات المخبرية، تنفيذ، مراقبة، تسجيل وأرشفه. وتجري هذه الاختبارات لمنع الأخطار والمخاطر للمستخدمين، وكذلك المستهلكين والأطراف الثالثة، بما في ذلك البيئة، المواد الكيميائية الزراعية، و مستحضرات التجميل، والمضافات الغذائية، إضافات الأعلاف والملوثات، والأطعمة، المبيدات الحيوية والمنظفات الخ ...
تم تطبيق الممارسة المعملية الجيدة في نيوزلندا والدنمارك عام 1972م وموخرا في الولايات المتحدة الأمريكية عام 1978م ثم اتبعت بإجرات Organisation for Economic Co-operation and Development واختصارها (OECD) عام 1992م.
.

## اساسيات الممارسة المعملية الجيدة
- تشمل المنظمات والافراد
- مسوليات الادارة
- الاجهزة والماكينات
- تحديد طرق الاختبار وطرق الاختبار البديلة
- المراجعة المعملية لاختيار أنسب طريقة لتحديد قيمة الخاصية : اختبار محاكاة لطريقة استخدام المنتج معملياً
- اختبار تقييم الطريقة
- التأثير على المنتج ليصل إلى قيمة حرجه.
- اختيار المواصفات
- اختيار المتطلبات التي يجب توفرها في المنتج - التقيد بخصائص المنتج - التقيد بنسب المكونات
- اختيار الحدود للمتطلبات
- المراجعة المعملية بتكرار الطريقة المختارة

### المختبر أو المعمل
تقوم المختبرات بالعديد من الأدوار والمهام بعضها روتيني قد يتكرر يوميا أو بصفة دورية كل مدة معينة والبعض الأخر رقابي أو أكاديمي أو بحثي .وتسعى المختبرات التحليلية في العالم دائماً إلى إعطاء نتائج تحليلية صحيحة ودقيقة وإلى إثبات مستوى الدقة والصحة التي تتميز بها نتائجها، ويتحقق ذلك من خلال تطبيق نظم ضمان الجودة وإدخال آليات ضبط الجودة في متن العمليات التحليلية اليومية بشكل منهجيي ومنظم.
إن الكفاءة الفنية لمعمل تعني قدرته علي أداء الوظائف المنوط بها بكفاءة عالية وفي وقت مناسب وبتكلفة معقولة، والكفاءة الفنية للمعامل تعتمد على عدد من العوامل منها ما هي عوامل فنية ومنها ما هي عوامل إدارية وتنظيمية .
الاعتناء الجيد بنظافة المختبر

### الإدارة
تعمل على إرساء نظام لإدارة الجودة في المعامل والتطبيق الكامل لها يعمل على ضمان الأداء الجيد والكفاءة المستمرة للعمليات التحليلية داخل المعامل. و يتكون نظام إدارة الجودة في المعامل من أنشطة ضبط الجودة من أجل الوفاء بمتطلبات الجودة، وبرامج وإجراءات توكيد الجودة التي تركز على إعطاء التوكيد والثقة بأن كافة متطلبات الجودة سوف تتحقق ويتم الوفاء بها. و يعد التحسين المستمر لنظام الجودة في المختبرات والمعامل أحد أهم عناصر توكيد الجودة لهذه المعامل. فالتحسين المستمر لنظام الجودة في المعمل مطلب هام للحفاظ على مستوى الجودة الذي تحقق، ولتجنب المضي تدريجياً نحو انخفاض مستوى الأداء نتيجة التعود والتكرار للعمليات والأنشطة.

### الاجهزة والأدوات

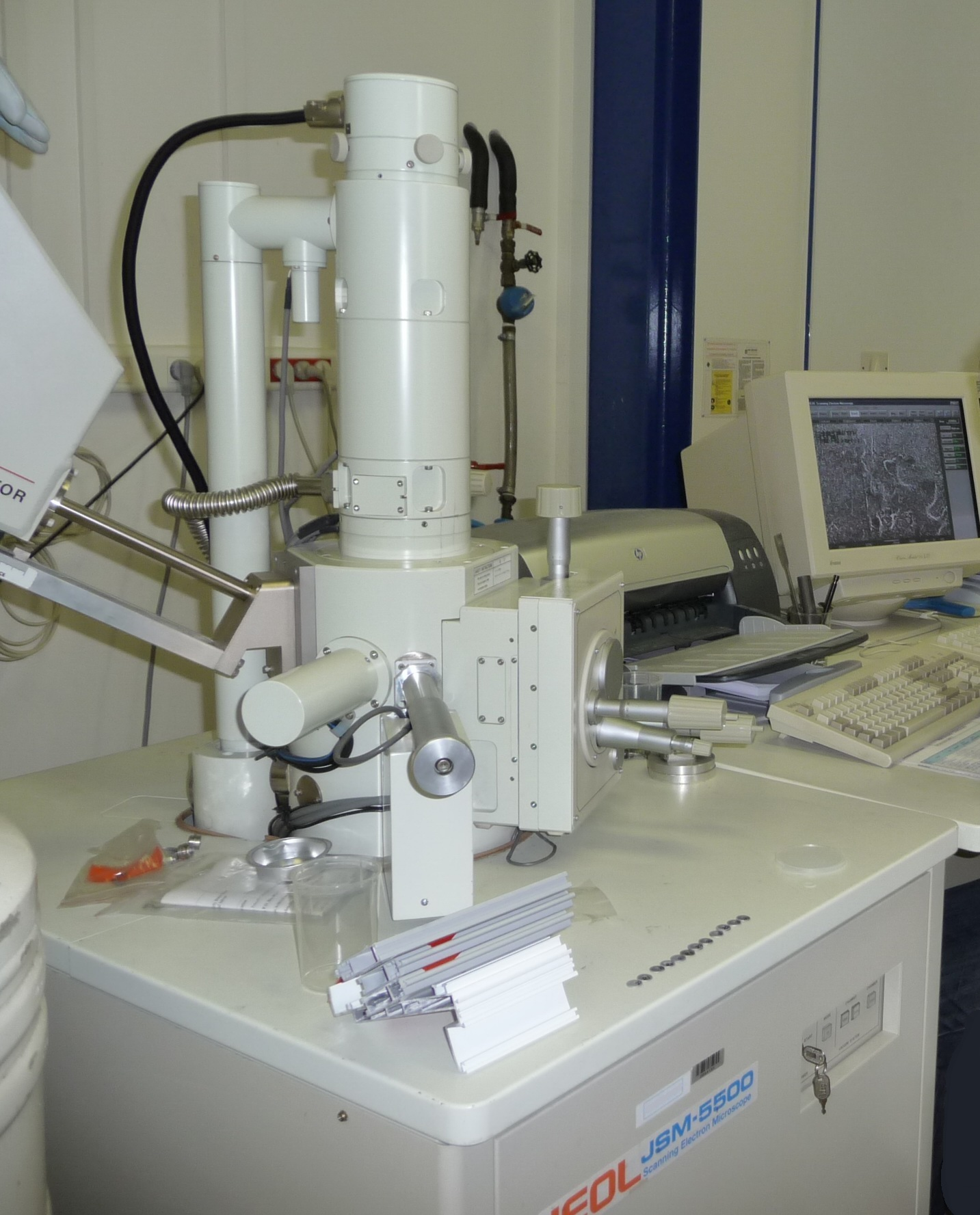
مجهر إلكتروني
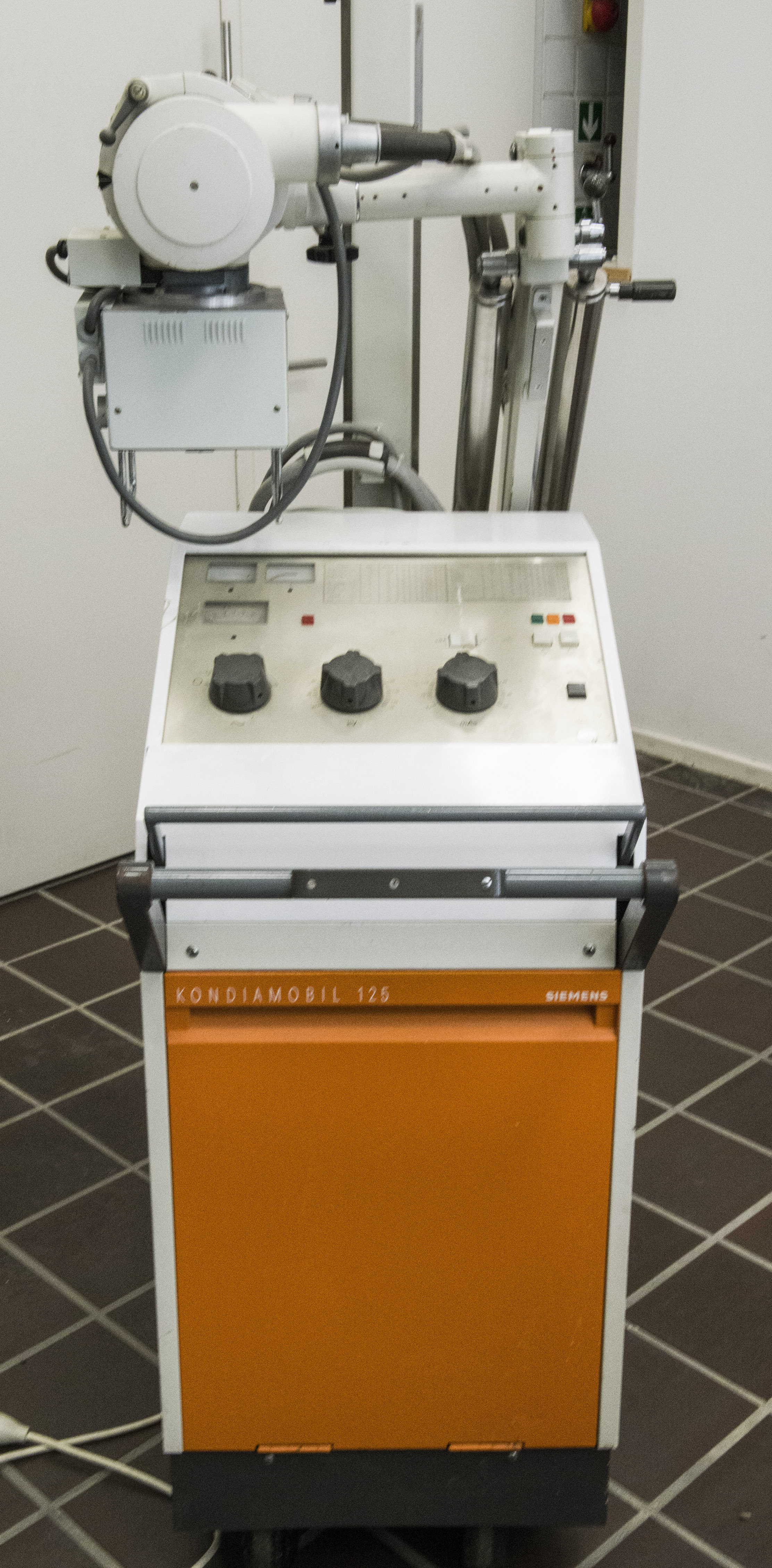
جهاز الاشعة السينية
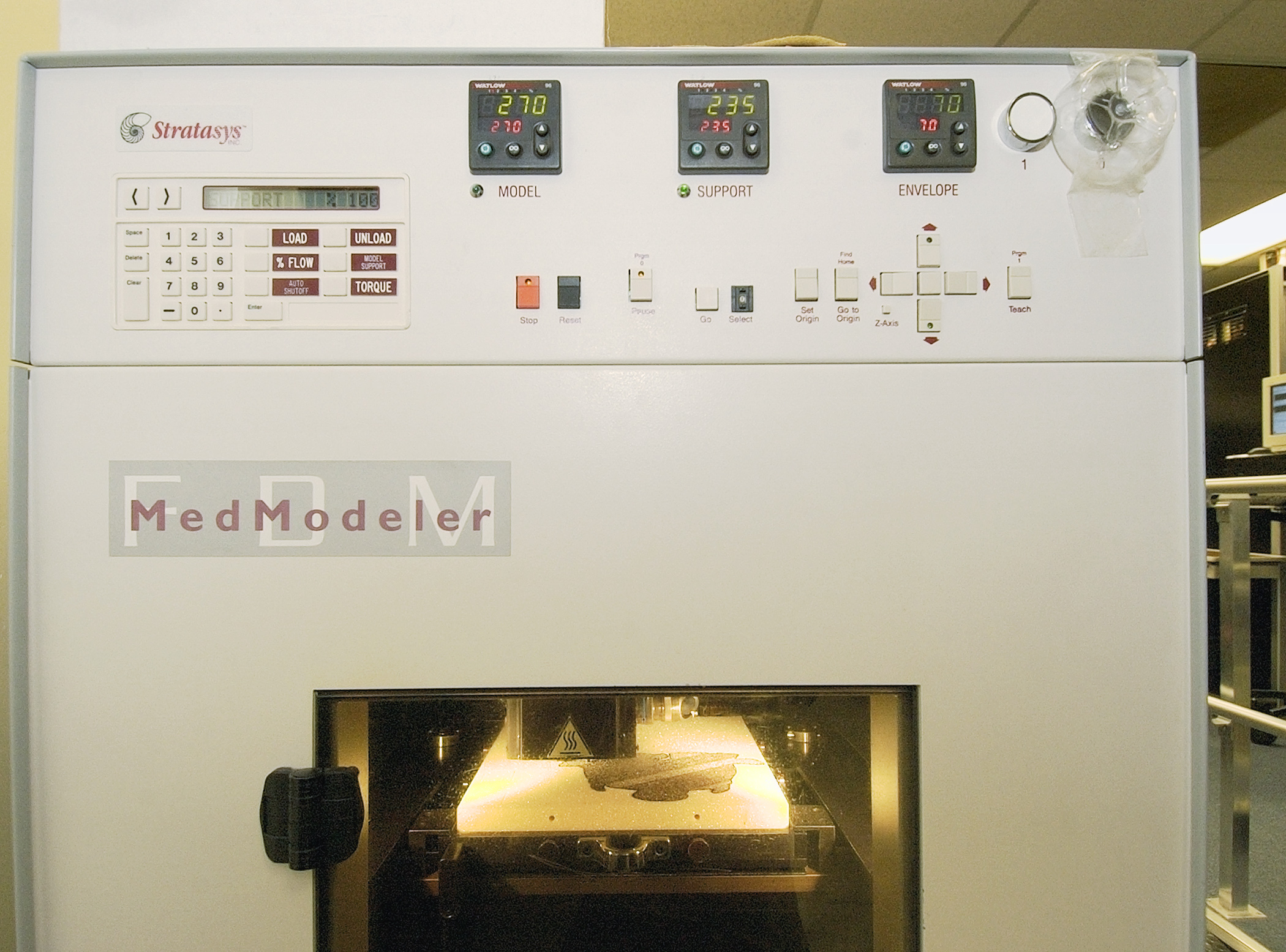
جهاز رنين مغناطيسي
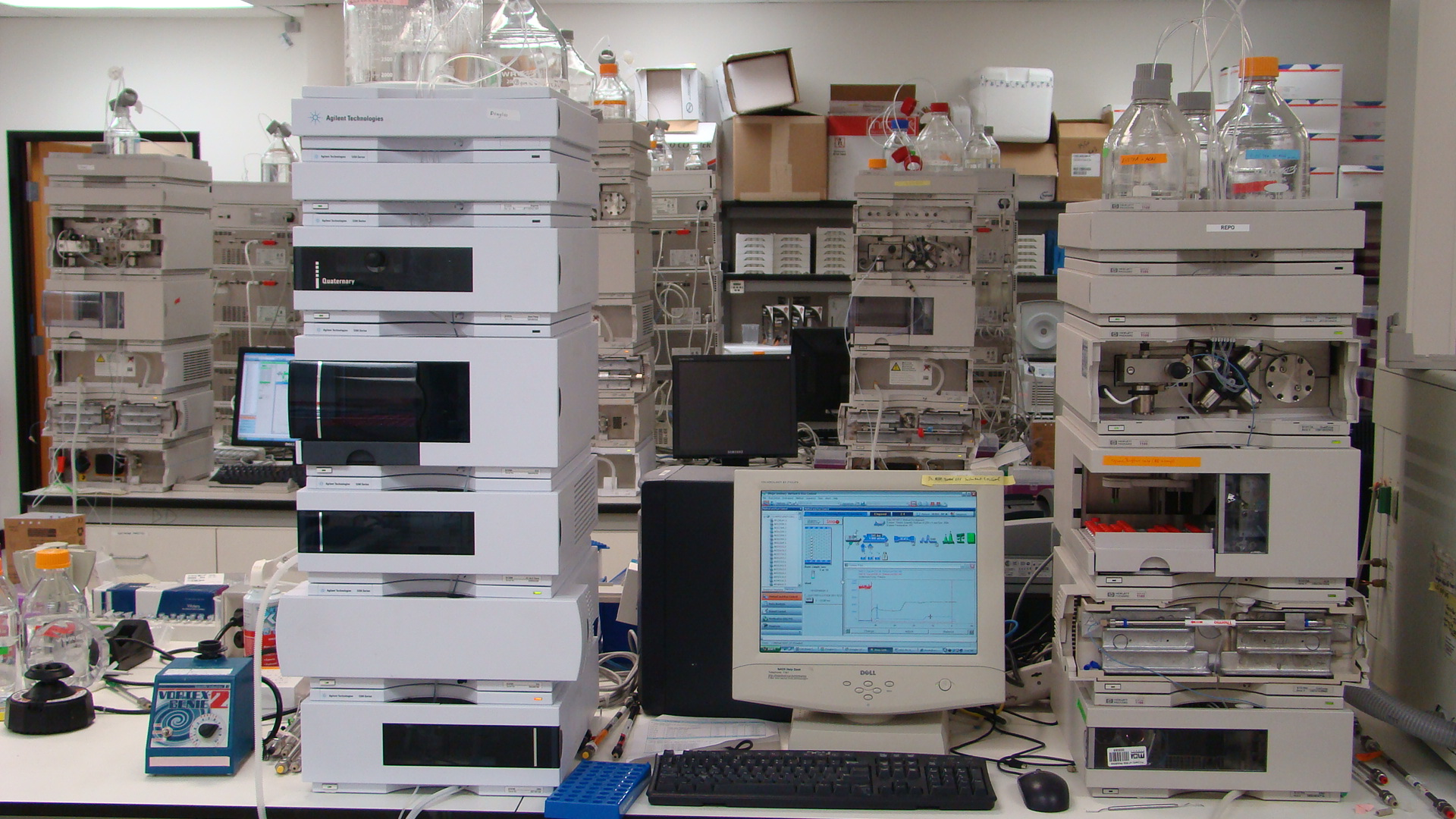
جهاز الكروماتوغرافيا السائلة ذات الاداء العالي

ضرورة التأكد من أن جميع أجهزة المعمل ومايخص التطوير الذي تم توريده للمختبر ذات جودة عالية.
في حالة شراء اى اجهزة للمختبر يجب كتابة مصدر الشراء في سجل العهدة مرفقا معه الاشعار الرسمى الموثق من الجهة التي تم الشراء منها وموافاة الإدارة بذلك.

### تحديد طرق الاختبار وطرق الاختبار البديلة
يجب على المختبرات استخدام طرق وإجراءات مناسبة لجميع الفحوصات أو المعايرة ضمن نطاق عملها. وتشمل أخذ العينات والمناولة والنقل والتخزين وإعداد المواد التي سيتم فحصها أو معايرتها. يجب أن يكون لدى المختبر تعليمات بشأن استخدام وتشغيل جميع المعدات ذات الصلة، وحول أخذ وتحضير العينات للفحص أو المعايرة أو كليهما عندما يعرض عدم وجودهما النتائج للخطر. يجب أن تكون طريقة الفحص أو المعايرة من تعليمات قياسية مكتوبة.يمكن تبني طرق فحص أو معايرة غير قياسية وفقاً لشروط معينة، فقط يكون مطلوباً مطلوباً عمل التثبت لها. كما الموافقة على طريقة فحص أو معايرة تم تطويرها من قبل المختبر لكنها تم التثبت منها بشكل كامل. أيضاً استخدام مواصفات طرق الفحص القياسية الصادرة عن جهات عالمية.
ويقع على عاتق من المختبر توفير طريقة فحص ملائمة للغرض منها. وقد يشمل ذلك مناقشات مع العملاء. في النهاية يمكن للعميل تحديد الطريقة، ولكن في ظل هذه الظروف، فإن مسؤولية المختبر إبلاغ العميل بأن الطريقة التي أصر عليها ليست مناسبة بشكل مثالي للغرض الذي يتطلبه العميل.